# Hattmatt
Hattmatt település Franciaországban, Bas-Rhin megyében. Lakosainak száma 627 fő (2022. január 1.). Hattmatt Bouxwiller, Dettwiller, Dossenheim-sur-Zinsel, Gottesheim, Printzheim és Steinbourg községekkel határos.

## Népesség
A település népességének változása:
| Lakosok száma | 671  | 676  | 685  | 691  | 697  | 703  | 678  | 652  | 627  |
|               | 2013 | 2015 | 2016 | 2017 | 2018 | 2019 | 2020 | 2021 | 2022 |